# Placa viral

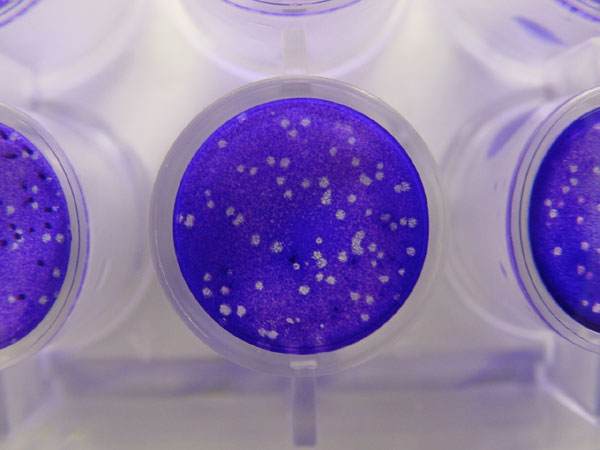
Placas virales del virus del herpes simple

Una placa viral es una estructura visible formada dentro de un cultivo celular, tales como los cultivos bacterianos en un medio nutritivo (por ejemplo, agar-agar). Los virus bacteriófagos se reproducen y se propagan, generando así regiones de destrucción celular conocidas como placas.
El recuento del número de placas puede utilizarse como método de cuantificación de virus. A veces, estas placas son detectables visualmente usando contadores de colonias, prácticamente de la misma manera en que se cuentan las colonias bacterianas; sin embargo, no siempre son perceptibles a simple vista, y algunas veces solo se pueden ver a través de un microscopio o mediante técnicas como la tinción (p. ej., rojo neutro para los eucariotas o la tinción de Giemsa para las bacterias) o la inmunofluorescencia. Se han diseñado sistemas informáticos especiales capaces de escanear muestras por lotes.
El aspecto de la placa depende de la cepa del huésped, del virus y de las condiciones. Las cepas altamente virulentas o líticas generan placas transparentes mientras que las cepas que solo destruyen a una fracción de sus huéspedes (debido a la resistencia parcial/lisogenia) o solo reducen la tasa de crecimiento celular generan placas turbias. Algunos fagos parcialmente lisogénicos generan placas en ojo de buey con manchas o anillos de crecimiento en medio de zonas transparentes de lisis total. La formación espontánea de agujeros no virales en el cultivo de células (p. ej., LLC-PK1 o el modelo de cultivo de células epiteliales gingivales humanas, Gie-3B11) se denomina opiplasia (del griego opi, orificio y plasi, formación). Estos orificios pueden crecer hasta alcanzar varios milímetros de tamaño. La aparición espontánea de estos orificios puede ser inducida y acelerada por citoquinas proinflamatorias como el factor de necrosis tumoral alfa.